# Gubernatorzy Cejlonu

Flaga gubernatorów Cejlonu

Flaga Cejlonu (1815-1948)

Gubernatorzy Cejlonu byli oficjalnymi przedstawicielami władz brytyjskich pomiędzy 1798 i 1948. Mianowani przez władcę Wielkiej Brytanii za radą premiera, sprawowali najwyższą władzę wykonawczą i przewodniczyli miejscowemu rządowi. Z urzędu byli kanclerzami utworzonego w 1942 roku Uniwersytetu Cejlońskiego.
W 1948 Wielka Brytania uznała niepodległość Cejlonu. Ustanowiono wówczas urząd Gubernatora generalnego Cejlonu, który został przedstawicielem, rezydującego w Londynie, władcy. W 1972 w Cejlonie wprowadzono ustrój republikański.

## Gubernatorzy Cejlonu (1798–1948)
Pomiędzy opanowaniem Cejlonu przez Brytyjczyków w 1796 a ustanowieniem urzędu gubernatora Cejlonu w 1798 wyspą rządził Gubernator Madrasu.
- Frederick North, 12 października 1798–19 lipca 1805
- Thomas Maitland 19 lipca 1805–19 marca 1811
- Robert Brownrigg, 11 marca 1812–1 lutego 1820
- Edward Paget, 2 lutego 1822–6 listopada 1822
- Edward Barnes, 18 stycznia 1824–13 października 1831
- Robert Wilmot-Horton, 23 października 1831–7 listopada 1837
- James Alexander Stewart-Mackenzie, 7 listopada 1837–15 kwietnia 1841
- Colin Campbell, 15 kwietnia 1841–19 kwietnia 1847
- The Viscount Torrington, 29 maja 1847–18 października 1850
- Sir George William Anderson, 27 listopada 1850–18 stycznia 1855
- Henry George Ward, 11 maja 1855–30 czerwca 1860
- Charles Justin MacCarthy, 22 października 1860–1 grudnia 1863
- Sir Hercules Robinson, 21 marca 1865–4 stycznia 1872
- William Henry Gregory, 4 marca 1872–4 września 1877
- Sir James Robert Longdon, 4 września 1877–10 lipca 1883
- Sir Arthur Hamilton-Gordon, 3 grudnia 1883–28 maja 1890
- Arthur Elibank Havelock, 28 maja 1890–24 października 1895
- Joseph West Ridgeway, 10 lutego 1896–19 listopada 1903
- Sir Henry Arthur Blake, 3 grudnia 1903–11 lipca 1907
- Sir Henry Edward McCallum, 24 sierpnia 1907–24 stycznia 1913
- Robert Chalmers, 18 października 1913–4 grudnia 1915
- Sir John Anderson, 15 kwietnia 1916–24 marca 1918
- Sir William Henry Manning, 10 września 1918–1 kwietnia 1925
- Sir Hugh Clifford, 30 listopada 1925–1927
- Sir Herbert Stanley, 20 sierpnia 1928–11 lutego 1931
- Sir Graeme Thompson, 11 kwietnia 1931–20 września 1933
- Sir Reginald Edward Stubbs, 23 grudnia 1933–30 czerwca 1937
- Sir Andrew Caldecott, 16 października 1937–19 września 1944
- Sir Henry Monck-Mason Moore, 19 września 1944–4 lutego 1948